# Kuća Pavišić u Omišu
Kuća Pavišić u gradiću Omišu, Fošal 19, zaštićeno kulturno dobro.

## Opis dobra
Uglovnica je između Fošala i luke, tlocrtno u obliku potkovice skošenih stranica. Sastoji se od prizemlja i dva kata. Prizemlje je rastvoreno nizom otvora, a od prvog ga kata dijeli kameni razdijelni vijenac. Otvori prvog kata u osima ponavljaju one iz prizemlja. Drugi kat u cjelini ponavlja raspored i izgled prvog. Zgrada je kamena, žbukana, s tragovima crvene boje. Prizemlje i prvi kat u žbuci imitiraju rustično kamenje. Pokrivena je dvoslivnim krovom s pokrovom od kupe kanalice. Građena je početkom 20.st. (1913.) u oblicima eklektičkog akademizma koji se kombiniraju sa secesijskim elementima. Sačuvana su originalna secesijska ulazna vrata.

## Zaštita
Pod oznakom Z-5077 zavedena je kao nepokretno kulturno dobro - pojedinačno, pravna statusa zaštićena kulturnog dobra, klasificirano kao "javne građevine".